# Farkasgyepű
Farkasgyepű es un pueblo ubicado en el distrito de Ajka, en el condado de Veszprém, Hungría.

## Superficie
Posee una superficie de 10,05 kilómetros cuadrados.

## Demografía
Hasta 2019 la población era de 330 habitantes, con una densidad de población de 32,84 habitantes por kilómetro cuadrado.